# (137170) 1999 HF1
1999 إتش أف 1 (ويعرف أيضًا باسم (137170) 1999 إتش أف 1 وفق تسمية الكوكب الصغير) (بالإنجليزية: 1999 HF1)‏ هو كويكب ضمن حزام الكويكبات؛ وترتيبه 137170 من حيث الاكتشاف.
اكتُشف هذا الجُرم الفلكي بواسطة مرصد لويل للبحث عن الأجرام القريبة من الأرض في 20 أبريل 1999.

## وصلات خارجية
- (137170) 1999 HF1 في قاعدة بيانات مختبر الدفع النفاث لأجرام النظام الشمسي الصغيرة

- الاكتشاف · مخطط المدار ·  العناصر المدارية · المعلمات المادية

- (137170) 1999 HF1 على موقع ويكي سكاي: DSS2, SDSS, GALEX, IRAS, Hydrogen α, X-Ray, Astrophoto, Sky Map, Articles and images